# Vivodina
Vivodina ist ein Dorf mit 75 Einwohnern (2001) in der Gespanschaft Karlovac (Kroatien). Es liegt im nördlichen Abschnitt (mit insgesamt 26 Dörfern und Weilern) in der ehemaligen Grafschaft Ozalj in einer Region, in der seit 700 Jahren Wein erzeugt wird. Vivodina liegt 10 km nordwestlich von Ozalij und 20 km nordwestlich von Karlovac. Die slowenische Grenze verläuft westlich in 1 km Entfernung.

## Geschichte
Die erste bekannte Quelle über Vivodina geht auf das 14. Jahrhundert zurück. Diese Quellen sagen uns, dass Vivodina ein freier Bezirk - Justiz (iudicatus) - war und proklamiert als "Bruderschaft von edlen Männern." Es hatte eine Position eines unabhängigen Bezirk bis zum 16. Jahrhundert.
Vivodina wurde erstmals in 22. September 1321 namentlich erwähnt.
Erst im 19. Jahrhundert gab es eine Grundschule in Vivodina. Diese wurde am 18. November 1862 eröffnet.

## Weinanbau
Im Jahre 1889 zerstörte ein Reblaus-Befall zwei Drittel der Weinberge. Im Jahre 1892 begann man die ruinierten Weinberge mit Serum zu behandeln und setzte Pflanzgut mit neuen amerikanischen Stecklingen.

## Verkehr
Erst seit 1901 wurde eine Straße vom Fluss Kupa Richtung Vivodina mit dem Bau der Eisenbahnlinie Metlika-Bubnjarci-Karlovac erbaut.

## Sehenswürdigkeiten
Die Pfarrkirche Sveti Lovro wurde von 1753 bis 1757 im Auftrag der Baroness Vojnovica-Jelacica erbaut.
Von hier aus hat man einen schönen Ausblick weit über die Gespanschaft.